# Febus Gikovate
Febus Gikovate (Polônia, 14 de abril de 1908 — São Paulo, 21 de novembro de 1979) foi um médico polaco e militante trotskista do Partido Operário Leninista (POL), mais tarde fundador do Partido Socialista Brasileiro (PSB) em 1947, tendo também participado das articulações que levariam à fundação do Partido dos Trabalhadores (PT). Foi pai do psicoterapeuta Flávio Gikovate.

## Biografia
Foi um dos fundadores do Partido Operário Leninista em 1936, juntamente a Mario Pedrosa. Essa organização surge da fusão da Liga Comunista Internacionalista com militantes que rompem com o Partido Comunista do Brasil/Partido Comunista Brasileiro depois de uma dura crítica dos trotskistas ao papel que os estalinistas fizeram no putch que se convencionou chamar de Intentona Comunista. 
Em 3 de setembro de 1938, em Périgny (França), quando Pedrosa representou vários partidos operários da América Latina no Congresso de Fundação da Quarta Internacional, com o pseudônimo de Lebrun, e a partir daí com sua eleição para o Comitê Executivo Internacional (CEI) da IV Internacional, Febus passa a dirigir o POL.
Torna-se dirigente do recém-fundado Partido Socialista Revolucionário (PSR), então seção brasileira da Quarta Internacional  (fundada por Leon Trotski) juntamente a inúmeros camaradas como Herminio Sacchetta, Plínio Gomes de Mello, Alberto da Rocha Barros, Vítor Azevedo, Patricia Galvão (Pagu), Florestan Fernandes, entre outros.

## Mario Pedrosa e a URSS
Após a assinatura do pacto germano-soviético em 1939, a invasão da Polônia por Hitler e depois Stalin, e a anexação dos países bálticos pela URSS, o debate sobre a natureza da União Soviética e sua defesa em caso de guerra dividiu a IV Internacional de cima a baixo, naqueles que defendiam a URSS pela defesa do "Estado Operário" e aqueles que defendiam que a URSS havia se degenerado num Estado Capitalista.
O tema criou séria cisão no Socialist Workers Party (SWP) dos EUA em 1940; como grande parte do Comitê Executivo Internacional (CEI) era vinculada ao SWP, a discussão teve reflexos profundos na IV Internacional. Enquanto a facção majoritária, liderada por James Patrick Cannon, sustentava a posição de Trotski a respeito da natureza da URSS (“estado operário degenerado”) para justificar sua defesa nos momentos de guerra com países capitalistas, a facção minoritária, liderada por Max Shachtman, James Burnham e Martin Abern, argumentava que a URSS não deveria ser apoiada na guerra contra a Finlândia, e mesmo que a URSS se degenerou a tal ponto que não mereceria qualquer tipo de defesa. 
Mario Pedrosa participou desta discussão com o texto “A defesa da URSS na guerra atual” (9 de novembro), publicado no boletim do SWP apoiando a fração minoritária. Isso causou uma comoção grande da primeira geração de trotskistas brasileiros que passaram a apoiar Pedrosa.
Quando Pedrosa retorna ao Brasil, reúne seus antigos camaradas para atuarem dentro da Esquerda Democrática, e Febus assume um papel de destaque na ED em São Paulo. Na sua II Convenção Nacional, em abril de 1947, a Esquerda Democrática transforma-se no Partido Socialista Brasileiro (PSB). Grande parte dos militantes iniciadores do trotskismo nos anos 30, no Brasil, e que com ele rompem no início dos anos 40, estarão nas fileiras do PSB: João da Costa Pimenta, Aristides Lobo, Fúlvio Abramo, Plinio Mello, Mário Pedrosa (com seu jornal Vanguarda Socialista) e Febus Gikovate.

## Partido Socialista Brasileiro
Já no PSB paulista Gikovate passa a escrever para o jornal do partido, o Folha Socialista junto com Antonio Candido e Fúlvio Abramo. 
Sempre comprometido com os ideais socialistas, lutou internamente quando a direção nacional do Partido Socialista Brasileiro foi se direitizando. Na época do Golpe de 64 Fúlvio Abramo, Febus Gikovate e outros militantes do PSB opositores estávam perto de derrubá-la, já estavam a ponto de assumir a direção, mas quando o golpe se  concretizou, o regime militar terminou por fechar o partido. Gikovate foi detido pelo DEOPS-SP em 5 de maio de 1964, sendo acusado de atividades subversivas. Sua libertação ocorreu cinco dias depois, embora fosse vigiado pelos serviços de segurança política por alguns anos.

## Partido dos Trabalhadores
A partir de 1977 em São Paulo, participou ativamente na proposta de fundar um partido de cunho socialista para entrar na luta contra a ditadura declinante. Articulou uma reunião com a participação de três exilados recém chegados, Almino Affonso, Fernando Henrique Cardoso e Plínio de Arruda Sampaio, e com três antigos militantes do antigo Partido Socialista Brasileiro de 1947 além do próprio Febus Gikovate, Antonio Costa Correia e Antonio Candido de Mello e Souza. Essa foi uma das primeiras reuniões de organição do Partido dos Trabalhadores no Brasil.

## Febus Gikovate emMemórias do CárceredeGraciliano Ramos
Jacob Gorender comenta, em seu estudo Graciliano Ramos: lembranças tangenciais, o trecho em que Graciliano Ramos menciona com simpatia o seu companheiro de cadeia Febus Gikovate:
| “ | Mas este (Febus Gikovate), por ser militante trotskista, sofria hostilidades e discriminações por parte da grande maioria dos encarcerados, sob influência da campanha stalinista contra Trotski. Em 1936, Graciliano não era membro do partido comunista e não devia obediência à orientação de Moscou. Mas redigindo já como membro do partido, dez anos depois, manteve-se fiel aos registros da memória, à sua sensibilidade estética, psicológica e moral, ao compromisso supremo com a verdade. Por isso mesmo, condenou as discriminações impostas a (Febus) Gikovate pelos próprios presos políticos. Não demorou muito tempo para que o conhecimento da falsificação praticada pelo déspota do Kremlin confirmasse que não falhou a intuição do escritor ao rejeitar o critério stalinista no julgamento de um militante revolucionário. Sem apelar à cultura teórica erudita, bastaram a Graciliano a integridade de caráter e a perspicácia de grande artista (Jacob Gorender em Graciliano Ramos: lembranças tangenciais). | ” |